# 第一遣外艦隊
第一遣外艦隊（だいいちけんがいかんたい），是舊日本海軍部隊之一。前身是1917年12月新設的第7戰隊。1918年2月，它成為獨立的遣支艦隊，1919年8月，再進一步改編為第一遣外艦隊。這支艦隊的駐地是上海，主要任務為揚子江流域的警備。
以1932年的一·二八事變為契機，日本海軍認為對中国方面的警備強化是當務之急，向第一和第二遣外艦隊派出了增援部隊，這些部隊統括於新編成的第三艦隊之下。2個遣外艦隊直到翌年才改組為「戰隊」，所以在第三艦隊之中還存在2個艦隊的狀態約持續了1年3個月。1933年5月，第一、第二遣外艦隊改組為第11、第10戰隊，成為正常的艦隊編制。

## 編制[2]
（1920年12月1日）
- 千歲、宇治（日语：宇治 (砲艦・初代)）、嵯峨（日语：嵯峨 (砲艦)）、鳥羽（日语：鳥羽 (砲艦)）、伏見（日语：伏見 (砲艦)）、隅田（日语：隅田 (砲艦)）

（1922年12月1日）
- 對馬、安宅（日语：安宅 (砲艦)）、嵯峨、鳥羽、伏見、隅田

（1925年）
- 對馬、保津（日语：保津 (砲艦)）、伏見、勢多（日语：勢多 (砲艦)）、堅田（日语：堅田 (砲艦)）、安宅、鳥羽、嵯峨、隅田、比良（日语：比良 (砲艦)）

（1927年12月1日）
- 矢矧、利根、安宅、伏見、隅田、嵯峨、勢多、堅田、比良、保津、鳥羽、第24驅逐隊（桃、柳、樫、椿）、浦風（日语：浦風 (浦風型駆逐艦)）

（第三艦隊編成時、1932年2月2日）
- 平户、天龍、常磐、對馬、安宅、宇治、伏見、隅田、勢多、堅田、比良、保津、鳥羽、熱海（日语：熱海 (砲艦)）、二見（日语：二見 (砲艦)）、第13・第24驅逐隊、浦風、小鷹（日语：小鷹 (砲艦)）

## 歴代司令官[2]
- 山岡豐一（日语：山岡豊一）少将（1919年8月9日，原遣支艦隊司令官留任）
- 吉田增次郎（日语：吉田増次郎）少将（1919年11月8日～）
- 小林研藏（日语：小林研蔵）少将（1922年5月1日～）
- 野村吉三郎少将（1923年9月15日～）[3]
- 永野修身少将（1925年4月20日～）
- 荒城二郎（日语：荒城二郎）少将（1925年8月20日～）
- 宇川濟（日语：宇川済）少将（1927年12月1日～）
- 米内光政少将（1928年12月10日～）
- 鹽澤幸一少将（1930年12月1日～）
- 坂野常善（日语：坂野常善）少将（1932年6月6日～1933年5月20日）